# Tuenda (álbum)
Tuenda es un álbum de música tradicional asturiana del grupo Tuenda.
El álbum se presentó el 15 de diciembre de 2005 en Grau.
El álbum recoge la tradición oral etnográfica de diferentes concejos de Asturias partiendo del archivo sonoro de Xosé Ambás.
En la portada aparece una foto del grupo junto con Pepa Las Murias en su casa.

## Temas
1. Non, non, Maruxa - concejo de Aller
2. Xuoves Santu - concejo de Grado
3. Aguilandos de Las Murias ya Pandu - concejo de Grado
4. L'Arrobáu/La Florentina - brañas de Valdés y Tineo
5. Danza de Tameza - concejo de Tameza
6. El Rosco - el valledor de Allande
7. El Ramu de Suarías -  concejo de Peñamellera Baja
8. Buena pro y ḥoguera - concejo de Cabrales
9. Llixeros - concejo de Gozón
10. El vieyu - concejo de Candamo
11. Añada de Miyares - concejo de Llanes
12. Ñon hai tal andar
13. Ramu de Vidal
14. Xotas d'Urría ya Sotu'l Barcu
15. Gerineldo
16. Pa Roma
17. La Fogueira